# ヨーロッパにおけるLGBTの権利
レズビアン、ゲイ、バイセクシュアル、トランスジェンダー（ LGBT ）の権利は、ヨーロッパでは国ごとに大きく異なる。世界中で同性結婚を合法化した28カ国のうち16カ国がヨーロッパにある。さらに13カ国が、同性カップルに対するシビルユニオンまたはその他の方法より限定的な承認を合法化した。
ヨーロッパのいくつかの国は、同性のいかなる形態の契約も認めていない。結婚は、アルメニア、ベラルーシ、ブルガリア、クロアチア、ジョージア、ハンガリー、ラトビア、リトアニア、モルドバ、モンテネグロ、ポーランド、ロシア、セルビア、スロバキア、ウクライナの憲法では男女間でのみとして定義されている。ただし、これらのうち、アルメニアは国外で行われた同性婚は認めており、クロアチア、ハンガリー、モンテネグロは同性パートナーシップを認めている。東ヨーロッパは、西ヨーロッパよりも法的権利と保護が少なく、生活条件が悪く、LGBTの人々を支持していないと見られている。
アンドラと同様に、結婚を許可するすべてのヨーロッパ諸国は、同性カップルによる共同養子縁組も許可している。シビルユニオンを持っている国のうち、アンドラだけが共同養子縁組を許可し、半分だけが義理の親の養子縁組を許可している。
2020年12月、ハンガリーは憲法の範囲内で同性カップルの養子縁組を明示的に禁止した。
ILGA-EuropeによるLGBTの平等に関するヨーロッパの上位3か国は、マルタ、ベルギー、ルクセンブルグである 。西ヨーロッパは、LGBTの人々にとって世界で最も進歩的な地域の1つと見なされることがよくある。

ヨーロッパにおける同性カップルによる養子縁組の法的地位：
合法的な共同養子縁組 合法的な共同養子縁組

## 歴史

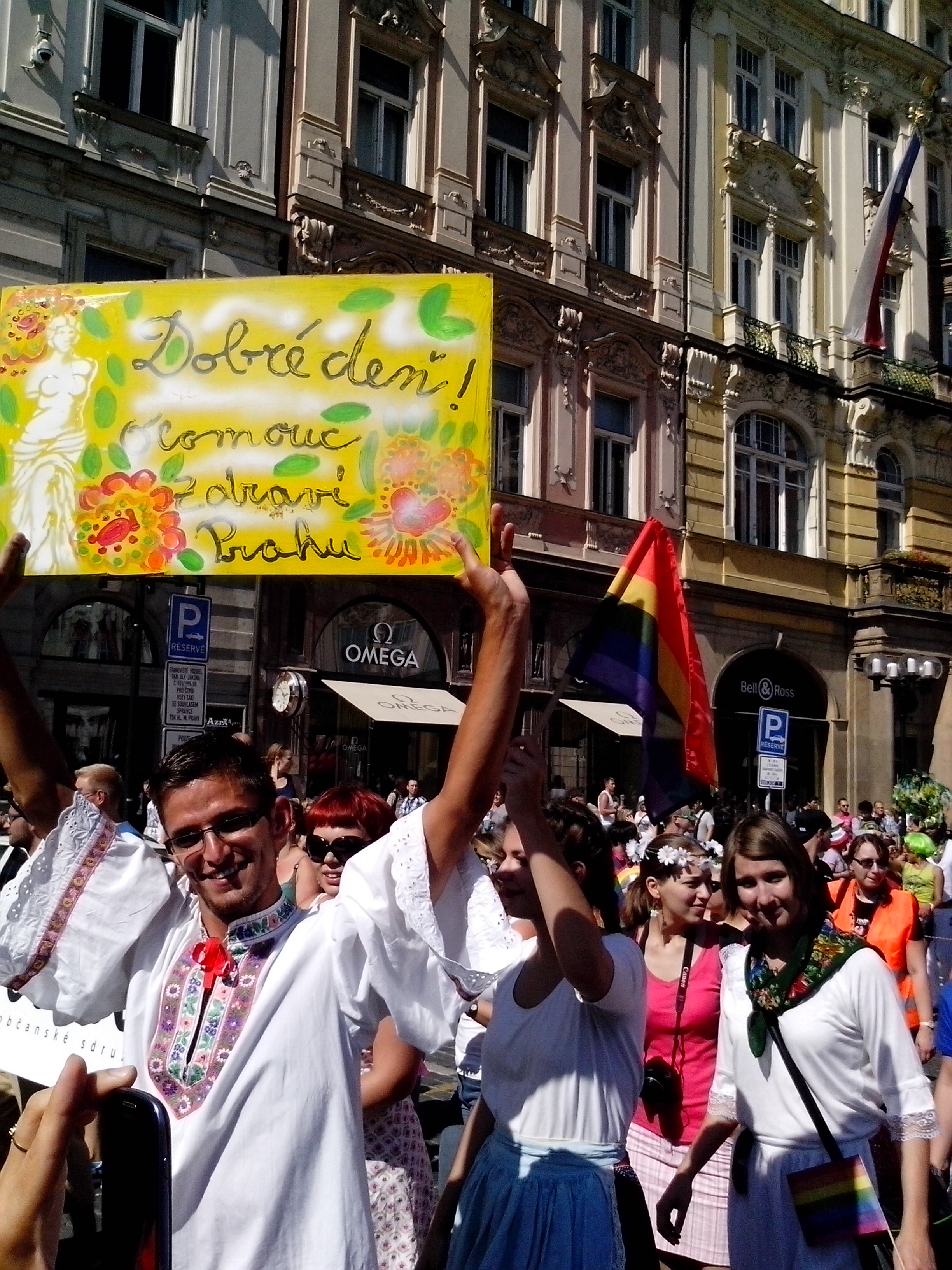
2013年プラハプライドの参加者は、伝統的なモラヴィアのドレス（ハナキア）と「グッドデイ–オロモウツがプラハに挨拶」の看板を身に着けている。

性同一性に関する法律
性別の変更可、手術は不要 性別の変更可、手術は必要
性別の変更はできない
不明/曖昧

同性間の関係は古代ギリシャ、ローマ、ケルト社会では非常に一般的だったが、キリスト教がローマ帝国の国教になると、同性愛行為に対する厳しい法律が制定された。 390年のテオドシウス1世皇帝の勅令は、すべての「受動的」同性愛者を公に火あぶりで死に至らしめた。これに続いて、529年にユスティニアヌス1世のローマ法大全が、積極的および受動的なパートナーの両方で同性愛行為を行ったすべての人に去勢と処刑を規定した。同性愛行為は「ソドミー」と呼ばれ、ほとんどのヨーロッパ諸国で重罪と見なされ、何千人もの男性の同性愛者がヨーロッパ中で処刑された。女性の同性愛者が処罰対象になることは多くなかったが、それでも迫害や処刑に遭うこともあった。
ポーランドは966年の建国以来、同性愛を犯罪として定義したことはない。1795年にポーランドが滅亡してから40年後、ロシア、プロイセン、オーストリアのソドミー法が、旧ポーランド領に適用されたが、1918年にポーランドが独立を回復すると、それらの国々の法律は無効になった 。1932年、ポーランドは同性愛者と異性愛者の性的同意年齢を15歳で成文化した。
トルコでは、同性愛は1858年以来合法である。
フランス革命の間、フランス国民議会は1791年に刑法を改正し、同性愛への言及をすべて削除した。ナポレオン戦争中、オランダや統一前のドイツの多くの国々など、フランスの支配下にあった地域では同性愛が非犯罪化された。しかし、ドイツでは、プロイセンが長い間同性愛を厳しく罰していて、ナポレオン遠征によっておきた非犯罪化の動きはプロイセン主導による統一によって終わった。 第二次世界大戦が始まると、ナチス・ドイツの影響下で成立したフランスのヴィシー政権が、1942年8月6日に保守的な議題の一環として、21歳未満の人との同性愛関係を違法にした。ヴィシー政権下で定められた法律はほとんどが戦後に廃止されたが、同性愛を規制する法律は、1982年8月に異性愛者と同性愛者の性行為の同意年齢が再び同じになるまで、40年間残っていた。
それにもかかわらず、異性愛者社会による道徳的および社会的不承認は、1969年に現代のゲイの権利運動が始まるまで、ヨーロッパ全体でさらに20年間強いままだったため、ゲイとレズビアンはクローゼット (性的指向)の生活を続けた。
20世紀にソビエト連邦、ナチスドイツ、フランシスコ・フランコ政権下のスペイン等のような独裁政権下にあった国々は非常に反同性愛者的だった。これらの国々とは対照的に、独立後のポーランドが1932年に20世紀のヨーロッパで2番目に同性愛行為を非犯罪化した国になった(初めて非犯罪化したのは1917年のロシア・ソビエト連邦社会主義共和国下におけるソビエト連邦であるが、1933年にスターリン政権下で再び犯罪化された)。続いて1933年にデンマーク、1940年にアイスランド、1942年にスイス、1944年にスウェーデンで相次いで同性愛行為が非犯罪化された。
1956年、東ドイツは同性愛を非合法としていたドイツ刑法第175条を廃止した。1962年、チェコスロバキアでは、他の男性との性的関係を断念し、異性愛者の結婚を確立したと思われるゲイ男性のファロメトリーを含むカートフロイントの科学的研究に続いて、同性愛行動が非犯罪化された。フロイントは、同性愛の方向性は変わらないかもしれないという結論に達した。男性のファロメトリーがチェコスロバキアの同性愛行動の非犯罪化の理由であったという主張は、それが女性にも適用されたという事実と矛盾している。女性の性的可塑性の概念は、レズビアンの権利に悪影響を及ぼす 。
1972年、スウェーデンは、法律によってトランスジェンダーであった人々が外科的に性別を変更し、無料のホルモン補充療法を提供することを許可した世界で最初の国になった 。
1979年、スウェーデンの多くの人々が、同性愛が病気に分類されていることに抗議して、同性愛者であるという事件で病気と呼ばれた。これに続いて、社会庁の本部が活動家によって占拠された。数ヶ月以内に、スウェーデンは、同性愛を病気として定義していた国からそうではないヨーロッパで最初の国になった 。
1989年、デンマークはヨーロッパおよび世界で最初に同性カップル向けの登録パートナーシップを導入した国になった。
1991年、ブルガリアはヨーロッパで同性婚を禁止した最初の国だった。 それ以来、13か国が続いている（1992年のリトアニア、1994年のベラルーシとモルドバ、1996年のウクライナ、1997年のポーランド、2006年のラトビアとセルビア、2007年のモンテネグロ、2012年のハンガリー、2013年のクロアチア、2014年のスロバキア、2014年のアルメニア、2015年および2018年のジョージア）。
2001年、オランダが世界で初めて同性婚を認めると、 それを皮切りに他のヨーロッパ諸国18ヶ国でも相次いで同性婚が認められた。(2003年のベルギー、2005年のスペイン
、2009年のノルウェーとスウェーデン、2010年のポルトガルとアイスランド、2012年のデンマーク、  2013年のフランスとイングランドとウェールズ、2014年のスコットランド、2015年のルクセンブルクとアイルランド、2017年のフィンランドと マルタとドイツ、2019年のオーストリア、2020年の北アイルランド）。
2009年10月22日、スウェーデンの教会の協議会は、結婚という用語の使用を含め、同性愛者のカップルに祝福を与えることに強く賛成票を投じた。結婚という用語の使用を含む。新しい規則は、2009年11月1日に導入された。デンマークの婚姻法の下では、大臣は同性の儀式を行うことを拒否することができるが、地元の司教は彼らの教会の建物の代わりを手配しなければなりない。  2015年10月、アイスランド国教会は、同性カップルがその教会で結婚することを許可することに投票した。2015年、ノルウェー国教会は、同性結婚を教会で行うことを許可することに投票した。 この決定は、2016年4月11日の年次会議で承認された 。教会は2017年1月30日に結婚典礼を正式に修正し、「新郎新婦」への言及をジェンダーニュートラルな単語に置き換えた。2017年2月1日、変更が実施された瞬間、男性の同性カップルが教会ですぐに結婚した。

## 最近の動向
アイルランド共和国では、2011年からシビル・ユニオンが合法化されている。 2013年、アイルランド政府は、同性カップルに結婚の権利を拡大するために憲法を改正することについて、憲法制定会議を開催し、圧倒的多数が賛成票を投じた。 2015年5月22日、アイルランド国民は、憲法に次の改正を追加するかどうかについて投票した。「結婚は、法律に従って、性別を区別せずに2人で契約することができる」。有権者の62.1％がこの修正案に賛成票を投じ、アイルランドは国民投票を通じて同性婚を導入した世界初の国になった。アイルランドで最初の同性結婚の儀式は2015年11月に行われた。
マン島は2011年からシビル・ユニオンを許可しており、2012年にはジャージーが許可している。両地域は、それぞれ2016年7月22日および2018年7月1日に、同性婚を合法化した。
リヒテンシュタインは、2011年に国民投票を通じて有権者の68％による登録パートナーシップを合法化した。
フィデス＝ハンガリー市民同盟のオルバーン・ヴィクトル政権が起草し、2012年1月1日に施行されたハンガリー基本法では、結婚を異性間でされるものと定義しており、性的指向による差別からの保護を保証していない。
2012年、イギリス政府は、イングランドとウェールズに適用される法律を変更することを目的として、公的な同性結婚協議を開始したその結婚法案は2013年7月17日に法に署名された。スコットランド政府は、2015年までに同性結婚を合法化することを目指して、同様の協議を開始した。 2014年2月4日、スコットランド議会は、スコットランドでの同性婚を合法化するとともに、配偶者がトランスジェンダーのパートナーに法的な性別を変更する能力を拒否することを許可する「配偶者拒否権」を終了する法案を可決した。同性婚は、2019年10月21日に北アイルランドにも拡大され、法律は2020年1月13日に発効した。
2013年5月、フランスのフランソワ・オランド大統領は、同性カップルによる結婚と養子縁組を許可する法律に署名した。
2013年6月30日、ロシア連邦大統領のウラジーミル・プーチンは、国家院によって承認された同性愛宣伝禁止法に署名した。この法律は、「非伝統的な」性的関係を支援するために未成年者に「プロパガンダ」を配布することを刑事犯罪としている。
2013年12月1日にクロアチアで、結婚を男女間の婚姻と定義し、同性婚を禁止する憲法改正案が、国民投票で65.87％の賛成によって承認された。なお、投票率は37.9％だった。
2014年1月27日、北キプロスで、トルコ系キプロスの議員は、新しい刑法によって最長5年の懲役で同性愛行為を罰する植民地時代の法律を廃止する改正案を可決した。
2014年4月14日、マルタ議会は、同性カップルを承認し、子供を養子縁組することを許可するシビルユニオン法に賛成票を投じた。同日、マルタ議会は、性的指向と性同一性に基づく差別を禁止する憲法改正に賛成票を投じた。
2014年6月4日、スロバキア議会は、同性婚を禁止するために社会民主主義政府から提出された改憲案に対して、この憲法改正を制定するための2/3の憲法改正要件（150人の議員のうち最低100人の議員）を満たした。改正案に賛成102人、反対18人の議員であった。
2014年6月18日、ルクセンブルク議会は同性婚と養子縁組を合法化する法案を承認した。この法律は、7月17日に官報に掲載され、2015年1月1日に発効した。
2014年7月15日、クロアチア議会は、養子縁組を除いて、同性カップルに夫婦が持つすべての権利を与えるライフパートナーシップ法を可決した。 ただし、この法律では、親のライフパートナーが子供のパートナーガーディアンになることが許可されている。制度としてのパートナー後見人は、権利と責任における継子の養子縁組と同等だが、親のライフパートナーに親の地位を与えるものではない。異性のカップルのパートナー後見人と義理の親の養子縁組の基準は同じである。また、パートナーの保護に関係なく、親のライフパートナーは、裁判所または親とライフパートナー間のコンセンサスのいずれかを介して、子供に対する部分的な親の責任を果たすことができる。裁判所が子供の最善の利益であると判断した場合でも、完全な場合がある。
2014年9月、デンマークで法律が施行され、トランスジェンダーの人に法的な性転換を許可する前に、困難な精神医学的評価と去勢を受けることを義務付けるという以前の慣行が事実上廃止された。性同一性の声明とその後の6か月の待機期間後の性別変更の要求の確認のみを要求することにより、これは、法的な性別マーカーの変更を希望する人は、専門家による評価やその他の正式な制限なしに変更できることを意味する 。一方、ノルウェーのベント・ヘイエ保健相は、ノルウェーに関する同様の法律がまもなく起草されることを約束した。 そして2016年3月18日ノルウェー政府は、16歳以上であれば、精神医学的または心理学的評価、診断、またはいかなる種類の医学的介入もなしに、法的な性別の変更を許可する法案を提出した。 6歳から16歳の未成年者も、保護者の同意があればその可能性がある。この法案は、6月6日のノルウェー議会において、賛成79・反対13の投票によって可決された。そして、同年6月17日に公布され、2016年7月1日に発効した。
2014年10月9日、エストニア議会は同棲法案（the Cohabitation bill）を、賛成40-反対38票で可決した。同日、トーマス・イルヴェス大統領によって署名され、2016年1月1日に発効した。
2014年11月27日、アンドラ議会はシビルユニオン法案を可決し、同性パートナーの共同養子縁組も合法化した。 2014年12月24日、2人の共同大公のうちの一方の署名が必要であったとして、共同大公であるフランソワ・オランドが署名して公布した後、法案は公式ジャーナルに掲載された。 2014年12月25日に発効した。
2014年12月12日、フィンランド議会は賛成101-反対90票で同性婚法案を可決した。この法律は、2015年2月20日にサウリ・ニーニスト大統領によって署名された。枠組み法の規定が完全に実施可能であるためには、さらなる法律が可決されなければならない。法律は2017年3月1日に発効した。
2015年1月、北マケドニア議会は、結婚を男性と女性の間の婚姻として憲法上定義することを決議した。1月9日、憲法問題に関する議会委員会は、前述の結婚の制限、および結婚、家族、市民組合の将来の規制に対する3分の2の過半数の追加要件（以前は主権や領土問題などの問題）。 1月20日、修正案は議会で賛成72票反対4票で承認された。しかし、これらの改正が憲法に追加されるためには、最終投票が必要だった。この最終議会セッションは1月26日に開始されたが、与党連合が必要な過半数の3分の2を獲得しなかったため、終了しなかった。憲法改正に関する議会会議は2015年末まで休会していたため、改正は失敗に終わった。

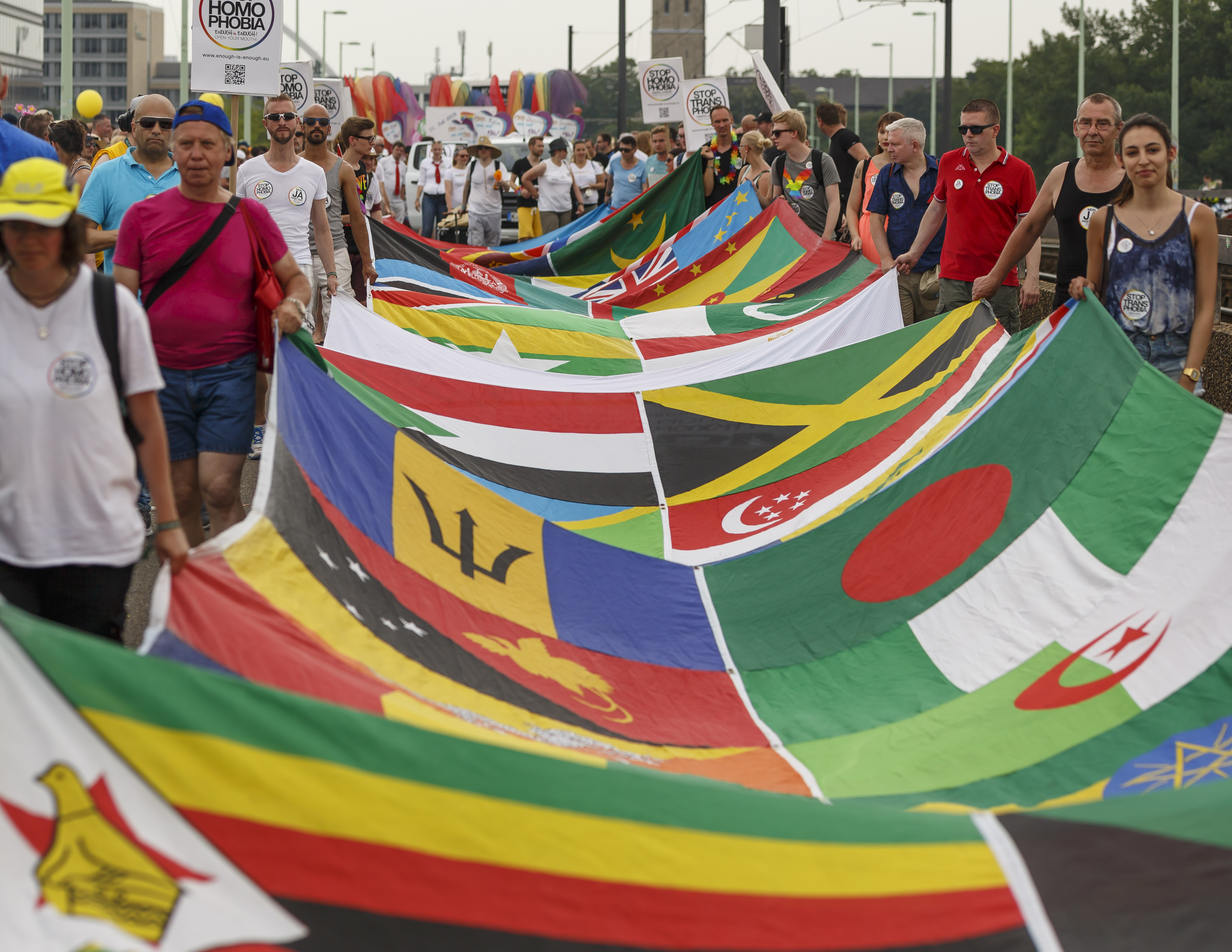
同性愛が違法である72カ国の旗を掲げたケルン・プライドのLGBT活動家

2015年2月7日、スロバキアで、同性婚と同性の親の養子縁組を禁止する国民投票が行われた。国民投票の結果は、禁止案を制定するためのものであり、それぞれ95％と92％の賛成があった。ただし投票率が低く、成立要件の50％に満たなかったため、国民投票法に基づいて国民投票は無効と見なされた。
2015年3月3日、スロベニア議会で、同性婚を合法とする法案が賛成51票-反対28票で可決されたが、同年12月20日の国民投票で反対票(63％)が賛成票(37％)を上回り、否決された。
2015年11月、キプロス議会は、同性カップルのシビルユニオンを賛成39票反対12票で合法化する法案を承認した。2015年12月9日に発効した。
ギリシャの同性カップルのシビルユニオンを合法化する法案は、2015年12月にギリシャ議会によって、賛成194反対55票で承認された。法律は大統領によって署名され、2015年12月24日に発効した。
2016年4月29日、デンマークの自治領のフェロー諸島議会は、宗教儀式で合法的に結婚する可能性を除いて、デンマークの同性結婚法を領土に拡大することを決議した。デンマーク議会は、教会が同性の人の間で結婚を行うことができるデンマークとは異なり、フェロー諸島の宗教的結婚の除外を承認しなければならなかった。フェロー諸島内の法律は、デンマーク議会と国王の裁可の両方による批准後、2017年7月1日に発効した。
イタリアの同性カップルのシビルユニオンを合法化する法案は、2016年5月13日にイタリア議会によって承認された。法律は2016年5月20日に大統領によって署名された。 5月21日に官報に掲載されたため、2016年6月5日に発効した。
2016年9月21日、ガーンジー州は同性結婚を合法化する法案を賛成33票-反対5票で承認した 。2016年12月14日に国王の裁可を受けた。法律は2017年7月1日に発効した。
2016年10月26日、ジブラルタル議会は先生15対反対0の投票で同性結婚を許可する法案を満場一致で承認した。 2016年11月1日に国王の裁可を受けた。法律は、2016年12月15日に発効した。
2017年1月31日には、最高裁判所は、2人のフランス人女性の結婚を認める下級判決を取り消すことを拒否した（そのうちの1人は、イタリア市民権を主張する権利を有していた）イタリアで同性婚が認められるのはこれが初めてだったが、この判決は、必ずしも一般的に当てはまるということを意味するものではない。
2017年7月以内に、ドイツ議会とマルタの議会の両方が同性婚を許可する法案を承認した。両国の大統領は法案に署名した。マルタ内の同性結婚法は2017年9月1日に発効し、ドイツ内の同性結婚法は2017年10月1日に発効した 。
2017年10月、欧州議会は、33人のメンバーが賛成票を投じた後、欧州政府間機関からのこの種の最初のインターセックス固有の決議を採択した。決議は、「医学的に不必要な性別適合手術」の禁止を求めることにより、インターセックスの人々に身体的自立と身体的完全性の権利を要求した。政府に注意を喚起し、心理的・社会的支援の強化の必要性、そして政策立案者には、差別禁止法によってインターセックスの人々に効果的に法的権利が適用され保護されることを確実にする」ことを要求している 。
2017年12月5日、オーストリア憲法裁判所は同性結婚の禁止を違憲として取り下げた。同性婚は、2019年1月1日に合法化された 。
2018年後半、サンマリノ議会は継子養子縁組の権利を持つシビル・ユニオンを合法化することを決議した。シビルユニオンを許可する法律は、2019年2月11日に完全に施行され、さらに多くの法的および行政上の変更が行われた。
2023年11月、ロシア司法省は国内で活動するLGBTQ団体を「社会的、宗教的不和をあおる」恐れがあり、ロシアの過激派対策法に抵触するとして過激団体として認定するよう裁判所に提訴。同月30日、ロシア最高裁は、LGBTQ団体を過激団体と認定し、ロシアでの活動を禁止する判断を示した。これによりロシア国内では、合法的なLGBTQ団体は事実上存在しえない状況となった。

## 世論
| ユーロバロメーター2019： 「ゲイ、レズビアン、バイセクシュアルの人々は異性愛者の人々と同じ権利を持つべきである」という声明に「完全に同意する」各国の人々の割合。 |      |
| 国 | 割合 |
| スウェーデン | 98％ |
| オランダ | 97％ |
| スペイン | 91％ |
| イギリス | 90％ |
| デンマーク | 89％ |
| ドイツ | 88％ |
| ルクセンブルク | 87％ |
| フランス | 85％ |
| ベルギー | 84％ |
| アイルランド | 83％ |
| フィンランド | 80％ |
| ポルトガル | 78％ |
| マルタ | 73％ |
| オーストリア | 70％ |
| イタリア | 68％ |
| ギリシャ | 64％ |
| スロベニア | 64％ |
| キプロス | 63％ |
| チェコ | 57％ |
| リトアニア | 53％ |
| エストニア | 53％ |
| ポーランド | 49％ |
| ラトビア | 49％ |
| ハンガリー | 48％ |
| クロアチア | 44％ |
| ブルガリア | 39％ |
| ルーマニア | 38％ |
| スロバキア | 31％ |

ピュー研究所が調査した2002年のピューグローバルアティチュードプロジェクトでは、西ヨーロッパのすべての国の過半数が同性愛は社会に受け入れられるべきであるとした一方、ロシア、ポーランド、ウクライナでは反対が多数であった。2003年のGallupEuropeの世論調査によると、女性、若い世代、および高学歴者は、他の人口統計と比べて同性結婚とゲイの養子縁組の権利を支持する傾向が強い。
2006年のユーロバロメーターによる欧州連合の各加盟国から最大30,000人を対象にした調査では、同性結婚の問題について当時の加盟国27ヶ国で意見が分かれていた。賛成が過半数だった国は、オランダ（82％）、スウェーデン（71％）、デンマーク（69％）、ベルギー（62％）、ルクセンブルグ（58％）、スペイン（56％）、フィンランド（54％）、ドイツ（52％）およびチェコ（52％）であった。 賛成が過半数に満たなかった国は、ルーマニア（11％）、ラトビア（12％）、キプロス（14％）、ブルガリア（15％）、ギリシャ（15％）、リトアニア（17％）、ポーランド（17％）、ハンガリー（18％）、マルタ（18％）であった。同性間の養子縁組は、オランダが69％、スウェーデンが51％、ポーランドとマルタがそれぞれ7％と、2か国のみから多数派の支持を得た。
オブザーバー紙が2008年10月に実施した世論調査で、英国では55％が同性婚を支持していることが確認された。2013年の世論調査では、アイルランド国民の大多数が、同性結婚と養子縁組をそれぞれ73％と60％支持していることが示されている。他方で、ロシアで同性婚を支持したのは14％だけであった。イタリアは、同性の人々の間の「シビルパートナーシップ法」を支持したのは45％で、47％が反対した。2009年には、イタリアでは58.9％がシビルユニオンを支持し、40.4％の少数派が同性婚を支持した。2010年には、ギリシャでは63.9％が同性のパートナーシップを支持し、38.5％の少数派が同性婚を支持した。2012年のMaltaTodayによる世論調査によれば、マルタでは41％が同性婚を支持し、特に18〜35歳の世代では支持が60％であった。 CBOSが実施した2013年の世論調査で、ポーランドでは65％が同性のシビル・ユニオンに反対し、72％が同性婚に反対し、88％が同性カップルによる養子縁組に反対し、そして68％は、レズビアン、ゲイ、またはバイセクシュアルの人々が自分たちの生き方を公に示していることに反対した。クロアチアでは、2013年11月の世論調査で、59％が結婚は憲法上、男性と女性の結合として定義されるべきであると考えているが、31％はその考えに同意していないことが明らかになった。2014年2月のCBOS世論調査で、ポーランドでは70％が同性の性行為は道徳的に容認できないとし、道徳的に容認できるとしたのは22%であった。
2015年の世論調査では、EU加盟国における同性婚に対する賛成は、オランダで91％、スウェーデンで90％、デンマークで87％、スペインで84％、アイルランドで80％、ベルギーで77％、ルクセンブルクで75％、英国で71％、フランスで71％であった。近年、マルタでは賛成が最も大幅に増加しており、2006年の18％から2015年の65％に、アイルランドでは2006年の41％から2015年の80％に増加している。
2010年1月にポルトガルで同性婚が承認された後、ポルトガルの人口の52％が、この法律に賛成しているとした。2008年、ノルウェーの有権者の58％が同年に導入された同性婚を支持し、31％が反対した。2013年1月、イタリア人の回答者の54.1％が同性婚を支持した。2013年1月下旬の調査では、イタリアの回答者の77.2％が同性婚の承認を支持した。
ギリシャでは、2006年から2017年の間に賛成が3倍以上増加した。2006年時点ではヨーロッパ全体で同性結婚が合法化されることに同意していたのは15%だけだったが、2017年の調査には、同性愛者の結婚に同意した割合が50.04％に増加した。 2020年の最近の調査によると、56％が同性愛者の結婚を受け入れている。
アイルランドでは、2008年の調査で84％の人が同性カップルのシビルユニオンを支持し、58%が同性結婚を支持していた。2010年の調査では67％が同性婚を支持していることが示されたこの数字は73％に上昇した。2015年5月22日、有権者の62.1％が、異性愛者の結婚と同等であるとするアイルランド憲法の改正案に賛成の投票をした。
Taloustutkimusによる2013年3月の調査では、フィンランド人の58％が同性結婚を支持していることがわかった。
クロアチアでは、2013年11月に実施された世論調査で、クロアチア人の59％が、結婚は憲法上、男性と女性の結合として定義されるべきであると考えているが、31％はその考えに同意していないことが明らかになった。
ポーランドでは、2013年の世論調査で、ポーランド人の70％が登録されたパートナーシップのアイデアを拒否していることが明らかになった。2013年2月の別の調査では、55％が反対し、38％のポーランド人が同性カップルの登録パートナーシップのアイデアを支持していることが明らかになった。
欧州連合では、同性婚賛成について、ブルガリア、ラトビア、ハンガリー、ルーマニア、スロバキア、リトアニアで最も低くなる傾向がある。欧州連合が、25の国を擁していた2006年の時点での同性婚への支持の平均割合は44％であり、以前の53％から低下していた。この変化は、より社会的に保守的な国々がEUに加盟したことが要因であった。2015年の加盟国28ヶ国での調査で、賛成の平均は61％だった。2015年のNDI世論調査で、バルカン半島（セルビア、ボスニア・ヘルツェゴビナ、アルバニア、コソボ、モンテネグロ、北マケドニア）ではLGBTIの結婚が受け入れられると考えていた割合が10%だったのに対し、受け入れられないとした割合は88%に上った。

### 賛否
| 国             | 世論調査                | 年   | 賛成 | 反対 | わからない/中立/無回答/その他       |
| -------------- | ----------------------- | ---- | ---- | ---- | ----------------------------------- |
| Austria        | IMAS                    | 2015 | 46%  | 48%  | 6%                                  |
| Belgium        | Ipsos                   | 2013 | 67%  | 33%  | 0%                                  |
| Bulgaria       | Eurobarometer           | 2006 | 12%  | 68%  | 20%                                 |
| Cyprus         | Eurobarometer           | 2006 | 10%  | 86%  | 4%                                  |
| Czech Republic | CVVM                    | 2019 | 47%  | 47%  | 6%                                  |
| Denmark        | Pew Research Center     | 2017 | 75%  | -    | -                                   |
| Estonia        | ASi                     | 2012 | 26%  | 66%  | 8%                                  |
| Finland        | Taloustutkimus          | 2013 | 51%  | 42%  | 7%                                  |
| France         | Pew Research Center     | 2017 | 64%  | -    | -                                   |
| Germany        | Pew Research Center     | 2017 | 67%  | -    | -                                   |
| Greece         | KAPA Research           | 2020 | 40%  | 57%  | 3%                                  |
| Hungary        | Eurobarometer           | 2006 | 13%  | 81%  | 6%                                  |
| Ireland        | Red C Poll              | 2011 | 60%  | -    | -                                   |
| Italy          | Eurispes                | 2020 | 42%  | 58%  | -                                   |
| Latvia         | Eurobarometer           | 2006 | 8%   | 89%  | 3%                                  |
| Lithuania      | Eurobarometer           | 2006 | 12%  | 82%  | 6%                                  |
| Luxembourg     | Politmonitor            | 2013 | 55%  | 44%  | 1%                                  |
| Malta          | Misco                   | 2014 | 20%  | 80%  | -                                   |
| Netherlands    | Pew Research Center     | 2017 | 86%  | -    | -                                   |
| Norway         | YouGov                  | 2012 | 54%  | 34%  | 12%                                 |
| Poland         | Ipsos                   | 2017 | 16%  | 80%  | 4%                                  |
| Portugal       | Pew Research Center     | 2017 | 59%  | 28%  | 13%                                 |
| Romania        | Eurobarometer           | 2006 | 8%   | 82%  | 10%                                 |
| Russia         | VTsIOM                  | 2015 | 3%   | 88%  | 9%                                  |
| Serbia         | GSA                     | 2010 | 8%   | 79%  | 13%                                 |
| Slovakia       | Eurobarometer           | 2006 | 12%  | 84%  | 4%                                  |
| Slovenia       | Delo Stik               | 2015 | 38%  | 55%  | 7%                                  |
| Spain          | Pew Research Center     | 2017 | 81%  | -    | -                                   |
| Sweden         | Pew Research Center     | 2017 | 80%  | -    | -                                   |
| Switzerland    | Pink Cross              | 2020 | 67%  | 30%  | 3%                                  |
| Ukraine        | Gay Alliance of Ukraine | 2013 | 7%   | 68%  | 12% 13% would allow some exceptions |
| United Kingdom | Pew Research Center     | 2017 | 73%  | -    | -                                   |

## 国・地域別のLGBTの権利

#### 北ヨーロッパ
| 国:                                 | 同性間の性交渉 | 同性間の関係性の承認         | 同性結婚 | 同性カップルによる養子縁組の引受                                                                         | 同性愛者を公表しての軍隊勤務 | 反差別(性的指向)         | 性自認およびその表現の関連法                         |
| ----------------------------------- | --- | ---------------------------- | --- | --- | ---------------------------- | ------------------------ | ---------------------------------------------------- |
| デンマーク                          | 1933年より合法 + 国連の同性愛非犯罪化宣言に署名                                                                                           | 1989年より合法               | 2012年より合法 | 2010年よりパートナーシップ登録をした場合のみ                                                             | Yes                          | 全ての反同性愛差別が禁止 | Yes                                                  |
| エストニア                          | 1992年より合法 + 国連の同性愛非犯罪化宣言に署名                                                                                           | 2016年より合法               | 2024年より合法 | 2024年より合法                                                                                           | Yes                          | 全ての反同性愛差別が禁止 | 2002年より合法                                       |
| フェロー諸島 (デンマークの自治領)   | 1933年より合法 | No                           | No | No | (デンマーク軍)               | 一部の反同性愛差別が禁止 |                                                      |
| フィンランド                        | 1971年より合法 + 国連の同性愛非犯罪化宣言に署名                                                                                           | 2002年より合法               | 2016年より合法 | 2017年より合法                                                                                           | Yes                          | 全ての反同性愛差別が禁止 | 性転換が合法で、書類上の性別の修正も認められている   |
| グリーンランド (デンマークの自治領) | 1933年より合法 +デンマークにより国連の同性愛非犯罪化宣言に署名                                                                            | 1996 年より合法              | 2015年より合法 | 2016年より合法                                                                                           | (デンマーク軍)               | 一部の反同性愛差別が禁止 |                                                      |
| アイスランド                        | 1940年より合法 + 国連の同性愛非犯罪化宣言に署名                                                                                           | 1996年より合法               | 2010年より合法 | 2006年より合法                                                                                           | 軍隊がない                   | 全ての反同性愛差別が禁止 | 性転換が合法で、書類上の性別の修正も認められている   |
| アイルランド                        | 1993年より合法 + 国連の同性愛非犯罪化宣言に署名                                                                                           | 2011年より合法               | 2015年より合法、同性婚を認めるための憲法改正をするべきかを問う国民投票を実施。賛成が多数で世界で初めて、国民投票で同性婚が合法化されることになった | 2015年より合法                                                                                           | Yes                          | 全ての反同性愛差別が禁止 | 性別の変更に関する法案が高等裁判所の賛同判決後に保留 |
| マン島                              | 1991年より合法 | 2011年より合法               | No | Yes | イギリス軍                   | 一部の反同性愛差別が禁止 | 2009年より性別の変更が容認                           |
| ラトビア                            | 1992年より合法 + 国連の同性愛非犯罪化宣言に署名                                                                                           | No                           | 2006年より法規制 | 結婚した夫婦のみ可能                                                                                     | Yes                          | 一部の反同性愛差別が禁止 |                                                      |
| リトアニア                          | 1993年より合法 + 国連の同性愛非犯罪化宣言に署名                                                                                           | No                           | 1992年より法規制 | 結婚した夫婦のみ可能                                                                                     | Yes                          | 全ての反同性愛差別が禁止 |                                                      |
| ノルウェー                          | 1972年より合法 + 国連の同性愛非犯罪化宣言に署名                                                                                           | 1993年より合法               | 2009年より合法 | 2009年より合法                                                                                           | Yes                          | 全ての反同性愛差別が禁止 | 性転換が合法で、書類上の性別の修正も認められている   |
| スウェーデン                        | 1944年より合法 + 国連の同性愛非犯罪化宣言に署名                                                                                           | 1995年より合法               | 2009年より合法 | 2003年より合法                                                                                           | Yes                          | 全ての反同性愛差別が禁止 | 法的な性別の変更には、不妊手術と離婚が条件           |
| イギリス                            | イングランドとウェールズは1967年より合法、スコットランドは1981年より合法、北アイルランドは1982年より合法 + 国連の同性愛非犯罪化宣言に署名 | 2005年よりパートナーシップ法 | 2014年より合法 | イングランドとウェールズは2002年より合法、スコットランドは2009年より合法、北アイルランドは2013年より合法 | Yes                          | 全ての反同性愛差別が禁止 | 2004年より性別の変更が容認                           |

#### 西ヨーロッパ
| 国:                                                            | 同性間の性交渉                                  | 同性間の関係性の承認           | 同性結婚                                     | 同性カップルによる養子縁組の引受 | 同性愛者を公表しての軍隊勤務 | 反差別(性的指向)         | 性自認およびその表現の関連法                                  |
| -------------------------------------------------------------- | ----------------------------------------------- | ------------------------------ | -------------------------------------------- | -------------------------------- | ---------------------------- | ------------------------ | ------------------------------------------------------------- |
| ベルギー                                                       | 1795年より合法 + 国連の同性愛非犯罪化宣言に署名 | 2000年より合法                 | 2003年より合法                               | 2006年より合法                   | Yes                          | 全ての反同性愛差別が禁止 | 2007年性転換は合法、出生証明の変更は手術後に可 2018年より合法 |
| フランス                                                       | 1791年より合法 + 国連の同性愛非犯罪化宣言に署名 | 民事連帯契約 1999年より        | 2013年より合法                               | 2013年より合法                   | Yes                          | 全ての反同性愛差別が禁止 | 2017年より合法                                                |
| ガーンジー島 ( オールダニー島、 ハーム島および サーク島を含む) | 1983年より合法                                  | No                             | No                                           | No                               | イギリス軍                   | 一部の反同性愛差別が禁止 | [ 157 ]                                                       |
| ジャージー                                                     | 1990年より合法                                  | パートナーシップ法案が賛同待ち | No                                           | Yes                              | イギリス                     | 一部の反同性愛差別が禁止 | '2010年より性別の変更が容認                                   |
| ルクセンブルグ                                                 | 1795年より合法 + 国連の同性愛非犯罪化宣言に署名 | 2004年より合法                 | 2015年より合法                               | 2015年より合法                   | Yes                          | 全ての反同性愛差別が禁止 | 2018年より合法                                                |
| モナコ                                                         | 1793年より合法                                  | 2020年6月より合法              | No                                           | No                               | フランス軍                   | 一部の反同性愛差別が禁止 |                                                               |
| オランダ                                                       | 1811年より合法 + 国連の同性愛非犯罪化宣言に署名 | 1998年より合法                 | 2001年より合法。同性結婚を最初に合法化した国 | Yes                              | Yes                          | 全ての反同性愛差別が禁止 | Yes                                                           |

#### 中央ヨーロッパ
| 国:                | 同性間の性交渉 | 同性間の関係性の承認             | 同性結婚                 | 同性カップルによる養子縁組の引受 | 同性愛者を公表しての軍隊勤務 | 反差別(性的指向)         | 性自認およびその表現の関連法                                                                                               |
| ------------------ | --- | -------------------------------- | ------------------------ | -------------------------------- | ---------------------------- | ------------------------ | --- |
| オーストリア       | 1971年より合法 + 国連の同性愛非犯罪化宣言に署名                                                                           | 2010年よりパートナーシップ法     | 2019年より合法           | 2016年より合法                   | Yes                          | 全ての反同性愛差別が禁止 | Yes |
| クロアチア         | 1977 年より合法 + 国連の同性愛非犯罪化宣言に署名                                                                          | 2003年より事実婚制度             | No                       | No                               | Yes                          | 全ての反同性愛差別が禁止 | 差別廃止法令およびボランティア関連の法、電子メディア法（全てのジェンダー・アイデンティティおよびジェンダーの表現において） |
| チェコ             | 1962年より合法 + 国連の同性愛非犯罪化宣言に署名                                                                           | 2006年よりパートナーシップ法     | No                       | 独身ゲイ男性は可能               | Yes                          | 全ての反同性愛差別が禁止 | |
| ドイツ             | 東ドイツは1968年より合法、 西ドイツは1969年より合法 1994年に完全法制化 + 国連の同性愛非犯罪化宣言に署名                   | 2001年よりパートナーシップ法     | 2017年より合法           | 2017年より合法                   | Yes                          | 全ての反同性愛差別が禁止 | 1980年性転換は合法、出生証明の変更は手術後に可 2011年より合法                                                              |
| ハンガリー         | 1962年より合法 + 国連の同性愛非犯罪化宣言に署名                                                                           | 2009年より登録パートナーシップ法 | No                       | No                               | Yes                          | 全ての反同性愛差別が禁止 | |
| リヒテンシュタイン | 1989年より合法 + 国連の同性愛非犯罪化宣言に署名                                                                           | 2011年より合法                   | 2025年より合法           | 2023年より合法                   | 軍隊がない                   | 全ての反同性愛差別が禁止 | No |
| ポーランド         | 18世紀まで合法、19世紀に違法化の後、1932年に再び合法化 + 国連の同性愛非犯罪化宣言に署名                                   | (提議中)                         | 憲法にて結婚を男女に定義 | 独身ゲイ男性は可能               | Yes                          | 一部の反同性愛差別が禁止 | 性転換は合法、出生証明の変更は手術後に可 LGBTフリーゾーン、南部の自治体でLGBTの排除を明言                                  |
| スロバキア         | 1962年より合法 + 国連の同性愛非犯罪化宣言に署名                                                                           | No                               | No                       | No                               | Yes                          | 一部の反同性愛差別が禁止 | |
| スロベニア         | 1977年より合法 + 国連の同性愛非犯罪化宣言に署名                                                                           | 2006年よりパートナーシップ法     | 2022年より合法           | 2022年より合法                   | Yes                          | 全ての反同性愛差別が禁止 | 性転換を登記簿に記載可能。書類等は新しい性に基づき発行                                                                     |
| スイス             | ジュネーヴ、ヴォー州、ヴァレー州およびティチーノ州は1798年より合法、1942年に全土で合法化 + 国連の同性愛非犯罪化宣言に署名 | 2007年よりパートナーシップ法     | 2021年より合法           | 2021年より合法                   | Yes                          | 全ての反同性愛差別が禁止 | Yes |

#### 東ヨーロッパ
| 国:                           | 同性間の性交渉                                  | 同性間の関係性の承認            | 同性結婚                                         | 同性カップルによる養子縁組の引受 | 同性愛者を公表しての軍隊勤務 | 反差別(性的指向)         | 性自認およびその表現の関連法 |
| ----------------------------- | ----------------------------------------------- | ------------------------------- | ------------------------------------------------ | -------------------------------- | ---------------------------- | ------------------------ | ---------------------------- |
| アルバニア                    | 1995年より合法 + 国連の同性愛非犯罪化宣言に署名 | No                              | No                                               | No                               | Yes                          | 全ての反同性愛差別が禁止 | 性自認による区別を容認       |
| アルメニア                    | 2002年より合法 + 国連の同性愛非犯罪化宣言に署名 | No                              | / 2017年国内では不可国外での同性結婚は承認される | No                               | 不明                         | No                       |                              |
| アゼルバイジャン              | 2000年より合法                                  | No                              | No                                               | No                               | 不明                         | No                       |                              |
| ベラルーシ                    | 1994年より合法                                  | No                              | 1994年より法規制                                 | No                               | 軍での勤務に法規制           | No                       |                              |
| ボスニアヘルツェゴビナ        | 1998年より合法 + 国連の同性愛非犯罪化宣言に署名 | No                              | No                                               | No                               | Yes                          | 一部の反同性愛差別が禁止 |                              |
| ブルガリア                    | 1968年より合法 + 国連の同性愛非犯罪化宣言に署名 | No                              | 1991年より法規制                                 | No                               | Yes                          | 一部の反同性愛差別が禁止 |                              |
| ジョージア                    | 2000年より合法 + 国連の同性愛非犯罪化宣言に署名 | No                              | No                                               | No                               | 不明                         | 一部の反同性愛差別が禁止 |                              |
| マケドニア                    | 1996年より合法 + 国連の同性愛非犯罪化宣言に署名 | No                              | No                                               | No                               | Yes                          | 一部の反同性愛差別が禁止 |                              |
| モルドヴァ                    | 1995年より合法                                  | No                              | 1994年より法規制                                 | No                               | Yes                          | No                       |                              |
| モンテネグロ                  | 1977年より合法 + 国連の同性愛非犯罪化宣言に署名 | 2021年7月よりパートナーシップ法 | 2007年より法規制                                 | No                               | Yes                          | 全ての反同性愛差別が禁止 | 性自認による区別を容認       |
| ルーマニア                    | 1996年より合法 + 国連の同性愛非犯罪化宣言に署名 | (提議中)                        | No                                               | No                               | Yes                          | 全ての反同性愛差別が禁止 |                              |
| ロシア (全ての地方区分を含む) | 1993年より合法、1917〜1930年も合法              | No                              | No                                               | No                               | Yes                          | No                       | 未成年者への同性愛宣伝禁止   |
| セルビア                      | 1994年より合法 + 国連の同性愛非犯罪化宣言に署名 | No                              | 憲法にて結婚を男女に定義                         | No                               | Yes                          | 一部の反同性愛差別が禁止 | 差別撤廃法令                 |
| ウクライナ                    | 1991年より合法                                  | No                              | 憲法にて結婚を男女に定義                         | No                               | Yes                          | 一部の反同性愛差別が禁止 |                              |

#### 南ヨーロッパ
| 国:                               | 同性間の性交渉                                                     | 同性間の関係性の承認   | 同性結婚                                                                         | 同性カップルによる養子縁組の引受 | 同性愛者を公表しての軍隊勤務 | 反差別(性的指向)                                    | 性自認およびその表現の関連法                                     |
| --------------------------------- | ------------------------------------------------------------------ | ---------------------- | -------------------------------------------------------------------------------- | -------------------------------- | ---------------------------- | --------------------------------------------------- | ---------------------------------------------------------------- |
| アンドラ                          | 1790年より合法 + 国連の同性愛非犯罪化宣言に署名                    | 2005年より合法         | 2022年より合法                                                                   | 2014年より合法                   | 軍隊がない                   | 全ての反同性愛差別が禁止                            | No                                                               |
| キプロス                          | 1998年より合法 + 国連の同性愛非犯罪化宣言に署名                    | 2015年11月26日より合法 | No                                                                               | No                               | Yes                          | 全ての反同性愛差別が禁止                            | No                                                               |
| ジブラルタル (イギリスの海外領土) | 1993年より合法 (同意年齢が異なる)                                  | No                     | No                                                                               | No                               | イギリス軍                   | 一部の反同性愛差別が禁止                            |                                                                  |
| ギリシャ                          | 1951年より合法 (同意年齢が異なる) + 国連の同性愛非犯罪化宣言に署名 | 2015年12月23日より合法 | 2024年2月15日より合法                                                            | 2024年2月15日より合法            | 2022年より合法               | 全ての反同性愛差別が禁止                            | Yes                                                              |
| イタリア                          | 1890年より合法 + 国連の同性愛非犯罪化宣言に署名                    | 2016年より合法         | No                                                                               | / 継子のみ                       | Yes                          | 一部の反同性愛差別が禁止                            | 性転換は合法、書類は性自認に基づき修正可                         |
| マルタ                            | 1973年より合法 + 国連の同性愛非犯罪化宣言に署名                    | 2014年より合法         | 2014年より国内では不可、国外での同性結婚は承認される、2017年国内同性結婚より合法 | 2014年より合法                   | Yes                          | 一部の反同性愛差別が禁止                            | 性転換は合法、書類は性自認に基づき修正可                         |
| ポルトガル                        | 1983年より合法 + 国連の同性愛非犯罪化宣言に署名                    | 2001年より合法         | 2010年より合法                                                                   | 2016年より合法                   | Yes                          | 憲法により全ての反同性愛差別が禁止                  | 2011年より法律上および書類上の性別を性自認に合わせての変更が可能 |
| サンマリノ                        | 2001年より合法 + 国連の同性愛非犯罪化宣言に署名                    | 2019年より合法         | No                                                                               | / 2019年継子のみ                 | 不明                         | 全ての反同性愛差別が禁止                            |                                                                  |
| スペイン                          | 1979年より合法 + 国連の同性愛非犯罪化宣言に署名                    | 1998年より合法         | 2005年より合法                                                                   | Yes                              | Yes                          | 全ての反同性愛差別が禁止                            | La Ley de Identidad de Género (性自認に関する法)を2007年に制定   |
| トルコ                            | 1858年より合法                                                     | No                     | No                                                                               | No                               | Yes                          | 2010年3月に議会が性的指向を含む差別禁止の草案を作成 | Yes                                                              |
| バチカン市国                      | 1929年より合法                                                     | No                     | No                                                                               | No                               | 不明                         | No                                                  |                                                                  |

#### 事実上独立した地域
| 国:                                           | 同性間の性交渉                                                       | 同性間の関係性の承認 | 同性結婚 | 同性カップルによる養子縁組の引受 | 同性愛者を公表しての軍隊勤務 | 反差別(性的指向)         | 性自認およびその表現の関連法 |
| --------------------------------------------- | -------------------------------------------------------------------- | -------------------- | -------- | -------------------------------- | ---------------------------- | ------------------------ | ---------------------------- |
| コソボ (コソボ紛争を参照)                     | 1994年より合法 (セルビアの地域として)、2008年より合法 (独立国として) | No                   | No       | No                               | Yes                          | 全ての反同性愛差別が禁止 | Yes                          |
| 北キプロス・トルコ共和国 (トルコのみ国家承認) | 2014年より合法                                                       | No                   | No       | No                               | No                           | Yes                      | Yes                          |